# Technomyrmex foreli
Technomyrmex foreli é uma espécie de formiga do gênero Technomyrmex.